# Runge (Fahrzeugtechnik)

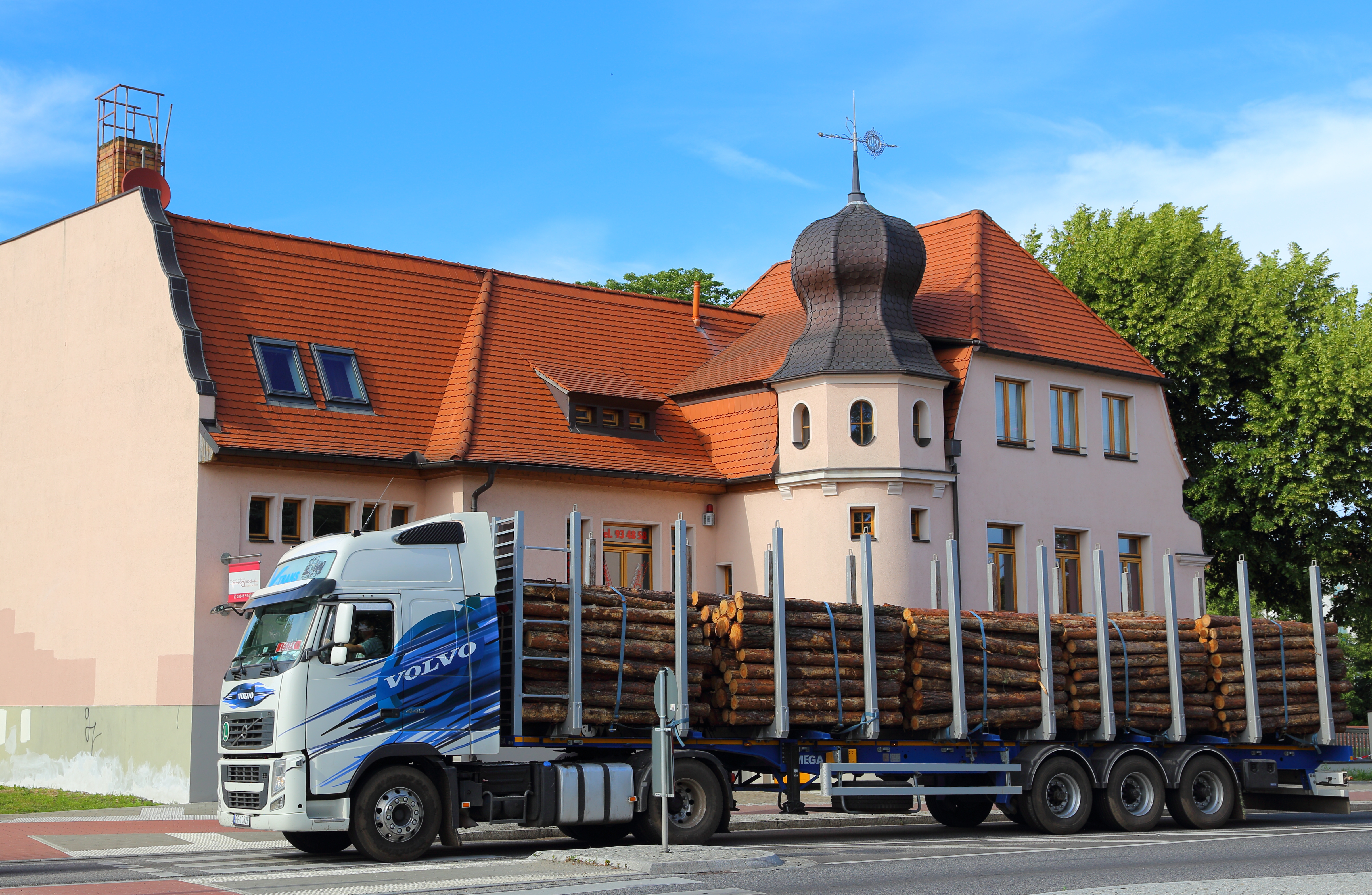
Ein Sattelzug für den Holztransport mit seitlich angebrachten Rungen aus Stahl

Rungen sind die senkrecht stehenden Streben an der Ladefläche von Fahrzeugen oder Anhängern, die in der Regel zur Abstützung der Ladung oder der Bordwand dienen.
Rungen sind namensgebendes Merkmal eines Typs von flachen Eisenbahn-Güterwagen, den Rungenwagen.
Die Rungen von traditionellen hölzernen Leiterwagen dienen zur Abstützung der seitlichen Leitern an den Radachsen.
Diese bestehen häufig aus gebogenen Knüppeln, die am unteren Ende über einen Eisenring mit der ungelenkten Hinterachse verbunden sind und bis zum oberen Ende der Leitern reichen.
Gemäß den Arbeiten Wolfgang Laurs zur Namensherkunft des abgegangenen Ortes Rungholt kann dieser Name abgeleitet werden von einem Wald, aus dem Rungen geholt werden.